# 장기로 (포항시)
장기로(長鬐路, Janggi-ro)는 대한민국의 경상북도 포항시 남구 장기면에서 시작하여, 오천읍을 거쳐 연결하는 도로이다.

## 노선 경로
| 이름            | 접속 노선                       | 소재지 | 비고 |
| --------------- | ------------------------------- | ------ | ---- |
| 양포삼거리      | 국도 제31호선 (동해안로)        | 장기면 |      |
| 장기교(장기천)  |                                 | 장기면 |      |
| 서촌교          |                                 | 장기면 |      |
| 대곡교          |                                 | 장기면 |      |
| 대곡1교(대화천) |                                 | 장기면 |      |
| 정천1교(대화천) |                                 | 장기면 |      |
| (이름 없음)     | 금광로, 방산로                  | 장기면 |      |
| 세계교차로      | 국도 제31호선 (영일만대로)      | 오천읍 |      |
| (이름 없음)     | 도솔로                          | 오천읍 |      |
| (이름 없음)     | 청강로                          | 오천읍 |      |
| (이름 없음)     | 국도 제14호선 (정몽주로) 세계길 | 오천읍 |      |

## 주요 건물 및 시설
- 양포초등학교 - 경상북도 포항시 남구 장기면 장기로 33
- 장기초등학교 - 경상북도 포항시 남구 장기면 장기로 336
- 신흥중학교 - 경상북도 포항시 남구 오천읍 장기로 1636
- 오천성당 - 경상북도 포항시 남구 오천읍 장기로 1676

## 같이 보기
- 동해안로
- 장기면
- 영일만대로
- 오천읍